# پی‌یر آگریو
شارل پی‌یر فرانسوا آگریو (انگلیسی: Pierre Augereau; ۲۱ اکتبر ۱۷۵۷ – ۱۲ ژوئن ۱۸۱۶)، سرباز، ژنرال و مارشال فرانسه در عصر ناپلئون بود که بعد از جنگ‌های انقلاب فرانسه، توسط ناپلئون به مقام فرماندهی رسید.